# 창영초등학교 구 교사
창영초등학교 구 교사(昌榮國校 舊 校舍)는 인천광역시 동구 창영동(창영초등학교)에 있는 일제강점기의 건축물이며, 1992년 12월 16일 인천광역시의 유형문화재 제16호로 지정되었다.

## 개요
옛 학교 건물은 1924년에 세운 것으로, 一자형의 구성이다. 벽체 윗부분은 화강석으로 아치(Arch)형을 이루고 있고, 현관은 근세풍 양식을 띤 무지개 모양으로 꾸몄다. 좌·우 대칭면에 넓은 창을 규칙적으로 배열하여 직선을 강조하였으며, 지붕에는 그 아래쪽 방을 밝게 하기 위한 지붕창을 만들어 놓았다.
현관·복도·난간·기둥들의 보존상태가 비교적 좋은 일제시대 전반기 건물이다.

## 같이 보기
- 인천창영초등학교

## 참고 자료
- 창영초등학교 구 교사 - 국가유산청 국가유산포털